# Steven Brouns

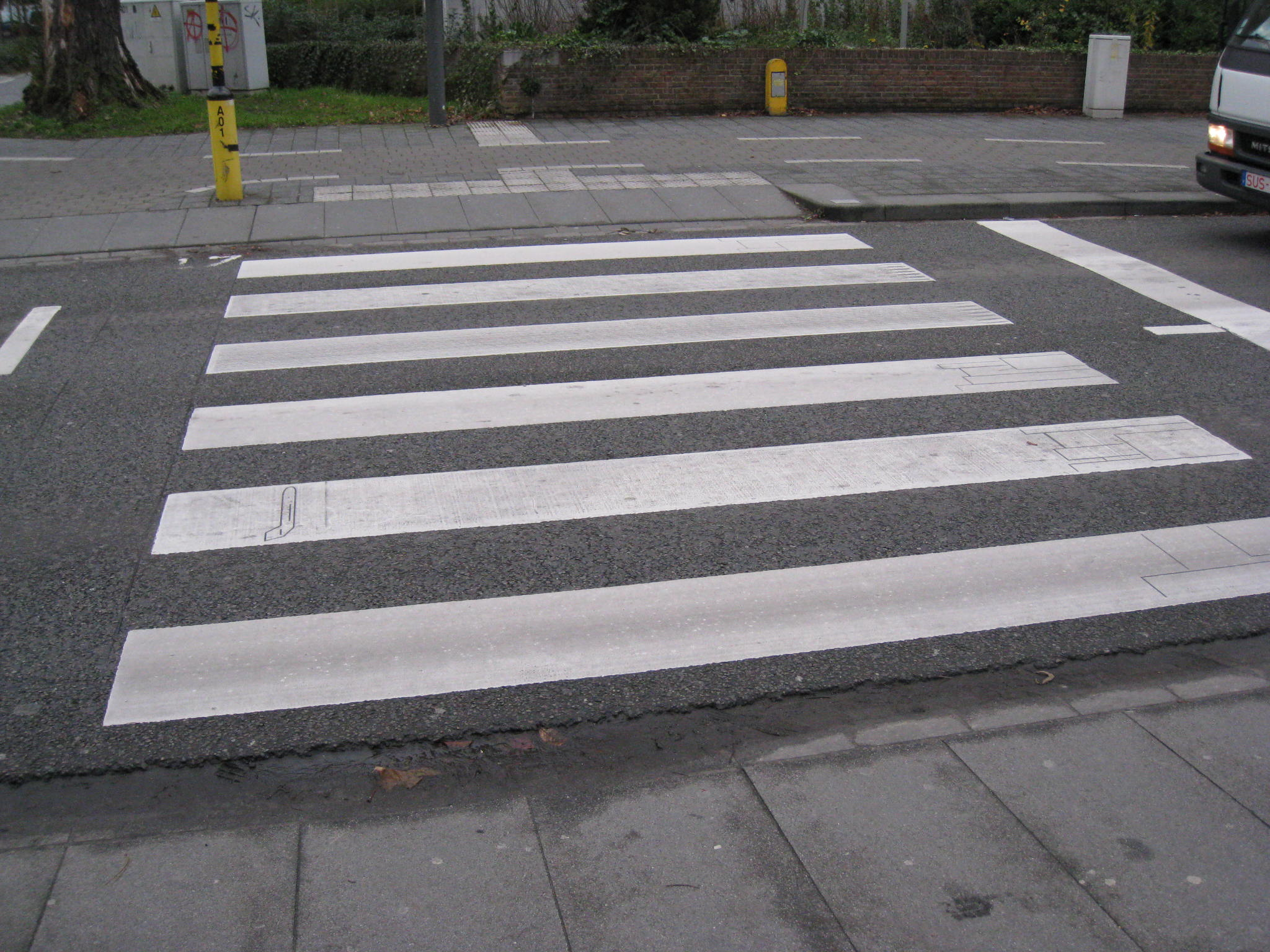
Steven Brouns, Skyline, 2007, Hasselt, Groene Boulevard, Kunstlaan

Steven Brouns (Hasselt, 1975) is een bekende Vlaamse industriële vormgever en frontman van het ontwerpkantoor "Zoink".

## Biografie
Brouns studeerde in 1998 af als indrustrieel ontwerper aan de Katholieke Hogeschool te Genk.
Onder de naam JZUZ ontwierp hij in 2000 modulaire meubelen in foam, genoemd "Living Elements" in samenwerking met Serge Haelterman. Naast grafisch werk ontwierpen zij ook websites, tot ze besloten elk hun eigen weg te gaan. In 2002 richtte Brouns het ontwerpbureau Zoink! op. Sinds het ontstaan is dit eenmansbureau aan een snelle opmars bezig. Onder deze benaming ontwerpt Brouns producten in schuimrubber in opdracht van grote merken die op zoek zijn naar aangepast en uniek zitmeubelair met daarbij aandacht voor het hoogtechnologische. Zo ontwierp hij een multimediaal meubel in opdracht van Proximus. Ook ontwierp hij voor de omroepers van TV1 de bekende zetel waarbij hij de verlichting in de rugleuning integreerde. Hij streeft naar een evenwicht tussen vorm, functie en duurzaamheid in zijn ontwerpen. Van bestaande basisontwerpen vertrekkend, past hij deze vaak aan, aan de wensen van de opdrachtgever.
Steven Brouns kreeg opdrachten voor grote namen zoals Nike (meubilair Europese Nikewinkels), Walter Van Beirendonck en Illy Caffè. Met andere disciplines maakt hij gecombineerde projecten zoals met architect Lens het buitenmeubel "Poolchair", met modeontwerpster Romy Smits de inrichting van de fashionroom in het Royal Windsor Hotel te Antwerpen, met stylist Luc Vleugels de kinderwinkels Fred & Ginger in verschillende Vlaamse steden. Hij ontwierp een audiovisuele wand waarin een plasmascherm, een elektronisch berichtenbord, een computerscherm en geluidsboxen kunnen verwerkt worden. Brouns realiseerde de Illy-lounge voor de Biënnale van Venetië en Art Brussels, lounge meubilair voor Martini, de backstage voor Rock Werchter en een zitbank voor de universiteitsbibliotheek van Tilburg.
Voor de tentoonstelling "Super!" (2005) te Hasselt richtte hij een van de cellen van de vroegere stadsgevangenis in met vrij werk.

In 2007 werkte hij mee aan een kunstintegratieproject genoemd crossovercrosswalk waarbij een twintigtal Hasseltse zebrapaden van de Groene Boulevard omgevormd werden tot heuse kunstwerken. Brouns' ontwerp Skyline verwijst naar de 9/11 aanslag te New York.

## Onderscheiding
In 2005 ontving hij de Henry Van de Velde prijs voor "jong talent".